# Королевство свевов
Короле́вство све́вов — раннефеодальное государственное образование германского племени свевов, которое возникло на территории Галисии в Испании в 409 году. Просуществовало до 585 года, когда было захвачено вестготами.

## История
В начале V века германское племя свевов совместно с вандалами, остготами и аланами под предводительством Радагайса вторглось в Италию. Для того, чтобы отразить эту атаку, римляне привлекли гуннов, вестготов и даже вооружили часть рабов. Радагайс был разбит, но новые массы вандалов, аланов и свевов вторглись в Галлию, разбив рейнских франков. Вождь объединённого войска аланов, вандалов и свевов Респендиал, не встречая сопротивления, дошёл до Могонциака, громя и круша всё подряд на своём пути. После двухлетнего галльского грабежа войско Респендиала вторглось в Испанию, продолжая и там свой грабёж. Однако вскоре на территории Испании появились вестготы и разбили войско свевов, вандалов и аланов.
В результате  свевы осели в Галисии, где создали своё королевство со столицей в Бракаре. Обращением свевов в христианство занимался Мартин Брагский. В 585 году король вестготов Леовигильд захватил Королевство свевов, и оно прекратило своё существование.

## Список правителей свевов
Ранние правители
- Ариовист (I век до н. э.), воевал с Юлием Цезарем в Галлии
- Цимберий (I век до н. э.), вождь свевов в Центральной германии, собиравшихся перейти Рейн во время войны Ариовиста с Юлием Цезарем
- Назуа (I век до н. э.), вождь свевов в Центральной германии, брат и соправитель Цимберия

Правители придунайских свевов
| - Хунимунд (? — после 476) - (?) Аларих II (втор. пол. V века), сын (?) Хунимунда | - Аларих (втор. пол. V века) |

Короли свевов в Галисии
| - Хермерих (ок. 406—438/441), первый король свевов, лидер миграции свевов в Испанию (Галисию) | - Хермигар (427—429), лидер свевов в Лузитании, вероятно соправитель Хермериха, чему впрочем нет достаточно доказательств. Потерпев поражение от короля вандалов Гейзериха, утонул в реке Ана во время отступления. |

- Рехила (438—448), сын и возможно с 438 года соправитель Хермериха[5]
- Рехиар (448—456), разбит королём вестготов Теодорихом II

Период раздробленности
| - Агривульф (456—457), не свев и вероятно вестготский назначенец, признан не всеми свевами, свергнут Теодорихом II - Фрамтан (457), в оппозиции к Мальдру, вероятно выбран фракцией, ранее поддержавшей Агривульфа - Рехимунд (457—464), преемник Фрамтана, возможно тождественен Ресимунду, изменившему своё имя, как акт подчинения вестготам | - Мальдра (456—460), избрание не было поддержано всеми свевами, в оппозиции к Фрамтану после 457 - Фрумар 460—464, преемник Мальдра |

- Ремисмунд (464—469), после смерти Фрумара воссоединил свевов, ряд исследователей не признает тождество его с Рехимундом[14][15]

Тёмный период
Известен ряд имен, однако историчность их дискуссионна
- (?) Рехила II
- Херменерик (упом. ок. 485)
- Веремунд (упом. в 535)
- (?) Рехиар II
- Теодемунд (VI век)

Заключительный период
- Харарих (ок. 550—558/559), король свевов, в историчности есть сомнения[17]
- Ариамир (558/559—561/566)
- Теодемир (561/566—570)
- Миро (570—583)

Вассалы вестготов
- Эборик (583—584), свергнут антивестготской политической группой возглавляемой Аудекой и заключен в монастырь
- Аудека (584—585), свергнут королём вестготов Леовигильдом и заключен в монастырь в городе Пакс
- Маларик (585), свергнут полководцами Леовигильда и доставлен в цепях вестготскому королю

В 585 году королевство свевов упразднено, влившись в состав вестготского государства на правах провинции

## Культурное наследие

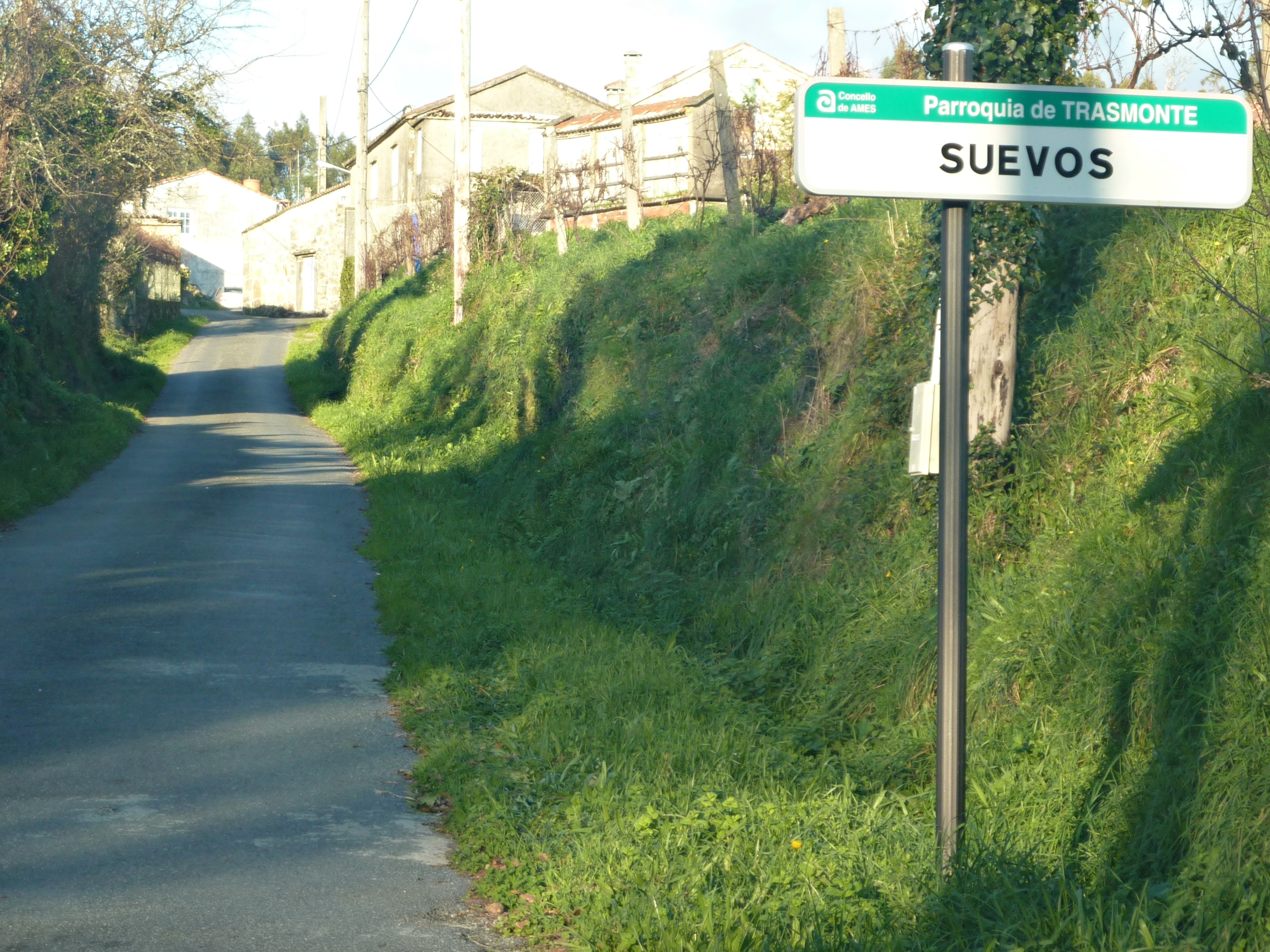
Дорожный знак в деревне швабов, Ла-Корунья, Галисия

По мере того как свевы быстро восприняли местный вульгарный латинский язык, в галисийских и португальском языках остались некоторые следы от их германского языка. Трудно отличить заимствованные слова от готического или свевского, но есть ряд слов, характерных для Галисии и северной Португалии, которые относятся либо к свевам, либо к готам, хотя до VIII века неизвестно ни одной крупной вестготской иммиграции в Галисию.Эти слова являются сельскими по своей природе, по отношению к животным, сельского хозяйства и сельской жизни: [24] laverca 'жаворонок' (от прото-германское * laiwazikōn [102] 'жаворонок'), [ 103] meixengra «синица» (то же самое слово, как Старый Nordic meisingr «синица», от *maisōn 'синица'), [104] lobio или lóvio 'виноград' (до *lauban 'листва'), britar 'сломать' (из * breutanan 'сломать'), Esca 'бушель' (от древнего Скале «чаша», из * skēlō 'чаша'), ouva 'эльфом, дух' (от * albaz «эльф»), marco 'пограничный камень' (от *Markan 'граница, предел'), Groba 'овраг' (из *grōbō 'канавка'), Maga 'внутренности рыбы' и esmargar 'разбить' (от *magōn 'живот'), bremar «тосковать» (от * bremmanan 'реветь'), trousa 'snowlide '(от *dreusanan 'падать'), brétema 'туман' (от *breþmaz 'дыхание, пара'), Gabar «хвалить», ornear 'реветь' (от *hurnjanan 'дуть рог'), Zapa 'крышка, крышка' (от * tappōn 'нажмите'), fita 'лента', să 'происхождения, поколение' (от * salaz 'зал, жилище') и другие.
Наиболее заметным был их вклад в местную топонимику и антропонимию, так как принесённые ими личные имена использовались среди галисийцев вплоть до раннего средневековья. При этом, восточные германские имена были наиболее распространены среди местных жителей во время позднего Средневековья. Из этих названий происходит также богатая топонимика, встречается главным образом в Галисии и на севере Португалии, и состоит из нескольких тысяч географических названий, полученных непосредственно из германских личных имён, выраженных в германских или латинских родительного падежа: Sandias, средневековые Sindilanes, германская родительная форма имени Sindila; Mondariz от латинского родительном формы Munderici Мундерих; Gondomar от Gundemari и Балтар из Baltarii, как в Португалии и Галисии, Guitiriz к Witterici. Другая группа топонимов, указывающих на древнегерманские поселения, являются места, названные Sa, Saa, Sas, в Галисии или Sá в Португалии. Все они происходят от германского слова *sal- 'дом, холл' и распространены в основном вокруг Браги и Порту в Португалии, в долине реки Минью и вокруг Луго в Галисии, насчитывая в общей сумме более ста поселений.
В современной Галисии, четыре прихода и шесть городов и деревень по-прежнему названы Suevos или Suegos, от средневековой формы Suevos, все они от латинского Sueuos «свевы», и ссылаются на старые поселения свевов.

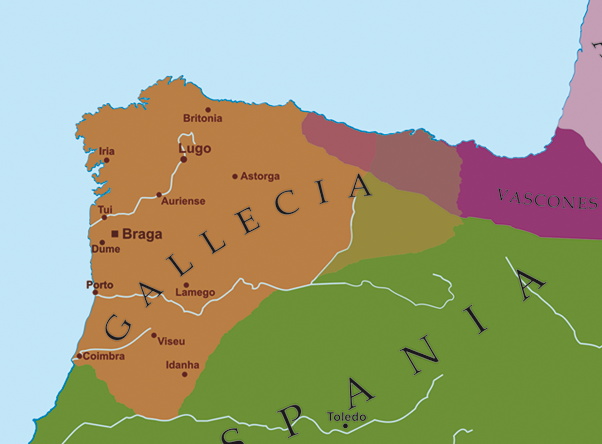
Королевство свевов на территории Галисии и Лузитании, VI век
Свевская Галисия, вестготская Испания и византийская Испания, около 560 года
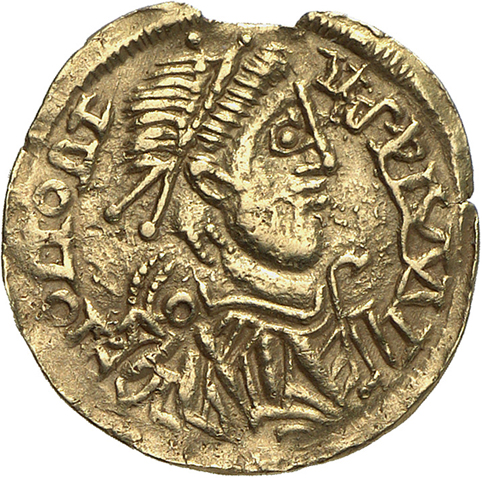
Золотая монета королевства свевов. 410—450 годы
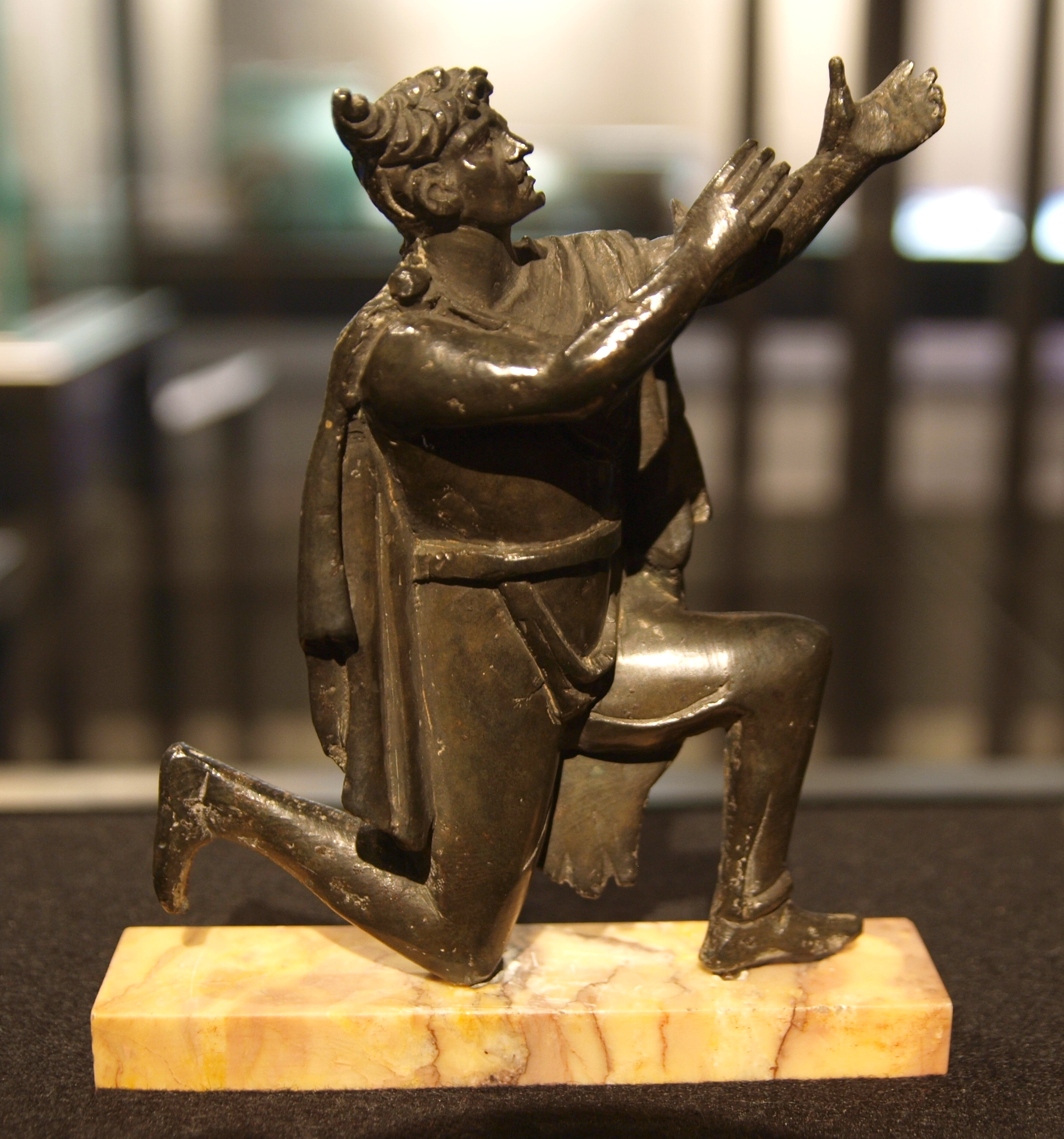
Римская бронзовая фигура, которая представляет собой германского человека, носящего типичный свевский узел-прическу и характерный плащ. От второй половины I века до первой половины II века. Национальная библиотека в Париже, Франция.
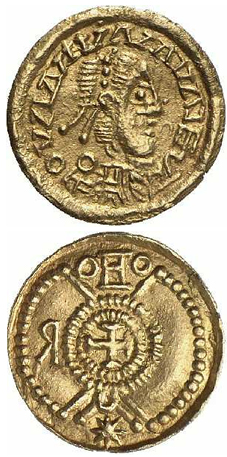
Золотая монета свевов между 410 и 500 годом